# Loudoun Hall

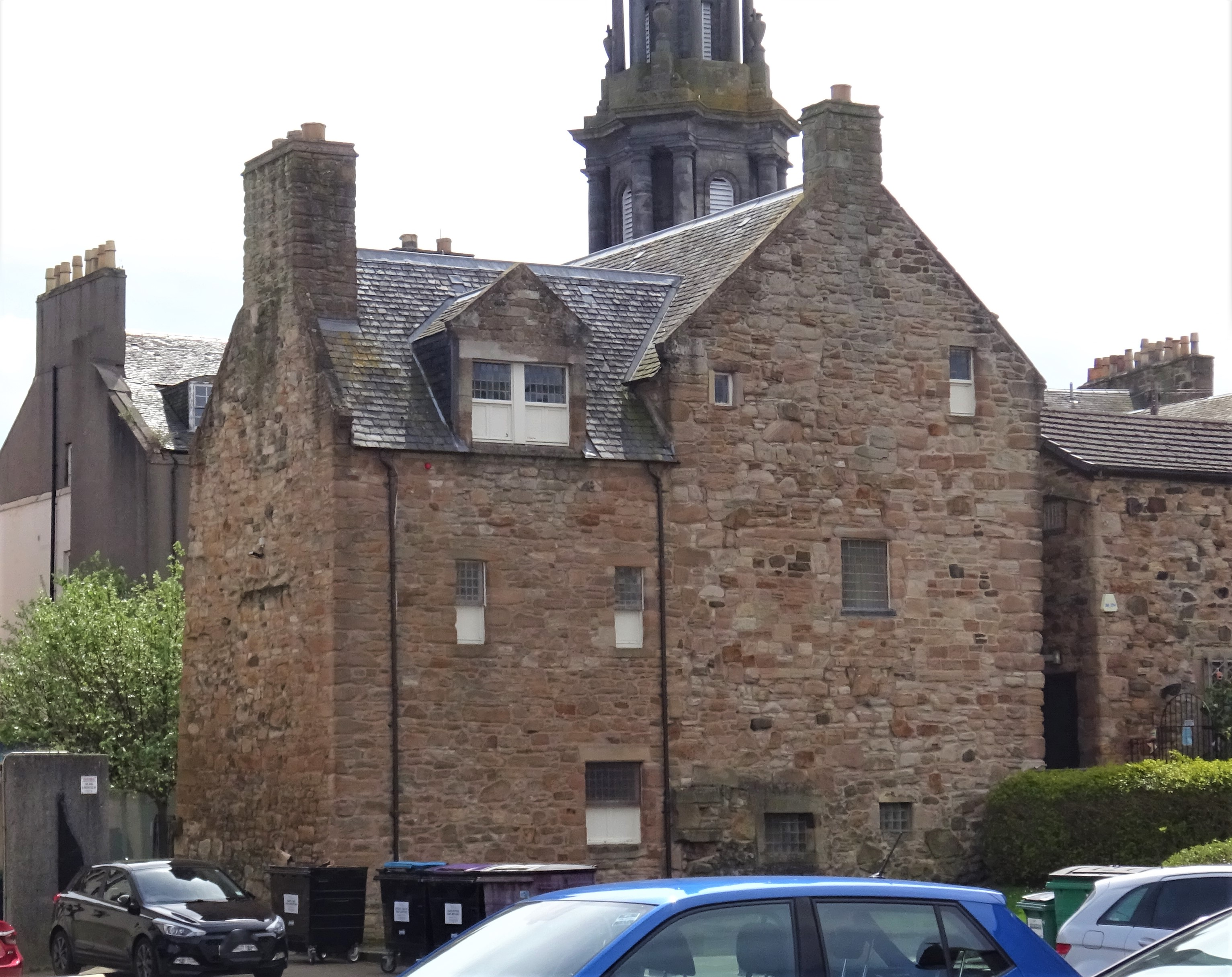
Loudoun Hall

Loudoun Hall, auch Loudoun House oder Loudon Hall, ist ein Wohngebäude in der schottischen Stadt Ayr in der Council Area South Ayrshire. 1980 wurde es in die schottischen Denkmallisten in der höchsten Kategorie A aufgenommen. Es handelt sich um das älteste erhaltene Gebäude der Stadt, welches wichtige Einblicke in die Architektur des Bürgertums im frühen 16. Jahrhundert erlaubt.

## Geschichte
Bauherr des um 1513 errichteten Hauses war der Bürger James Tait. Zwischen 1528 und 1539 wechselte es in den Besitz des Sheriffs von Ayr Hugh Campbell. 1622 wurde das Gebäude zum Preis von 14.000 Merk an die schottische Krone veräußert. Im Jahre 1633 wurde es dem Politiker James Chalmers zugesprochen, der Ayr zwischen 1628 und 1633 im schottischen Parlament vertreten hatte. John Muir, der Provost von Ayr, erwarb das Haus 1666. Ab 1700 wechselten die Eigentümer häufig und der Zustand von Loudoun Hall verschlechterte sich zusehends. Die Umgebung wandelte sich zu einem Elendsviertel. Erst durch Bemühungen des Marquess of Bute wurde die Gegend 1948 aufgewertet und Loudoun Hall durch den Architekten Robert Hurd zwischen 1952 und 1957 restauriert. Ein weiteres Mal wurde es Ende der 1990er Jahre überarbeitet.

## Beschreibung
Das zweistöckige Bruchsteingebäude liegt an der South Harbour Street nahe dem Südufer des River Ayr. Es weist einen L-förmigen Grundriss auf, der durch eine Erweiterung um 1534 entstand. Das Haus wird durch eine schlichte Holztüre an der Südostseite betreten. Einst befand sich der Eingang wahrscheinlich im Gebäudeinnenwinkel. Die nordöstliche Giebelseite ist vollständig geschlossen. Auf der Innenseite erstreckt sich ein hölzerner Balkon über zwei Stockwerke. Loudoun Hall schließt mit schiefergedeckten Satteldächern, die mit kleinen Dachfenstern ausgestattet sind. Giebelständig ragen Kamine auf.